# Mittelbexbach
Mittelbexbach, ab 1955 Bexbach, war eine ehemalige Gemeinde und ab 1970 Stadt im Landkreis Homburg im Saarland. Sie wurde im Zuge der Saarländischen Gebiets- und Verwaltungsreform am 31. Dezember 1973 aufgelöst.
Seit dem 1. Januar 1974 besteht die neue Gesamtstadt Bexbach im saarländischen Saarpfalz-Kreis. Sie gliedert sich in die sechs Stadtteile Bexbach (die ehemalige Stadt Bexbach, Bexbach-Mitte, Mittelbexbach), Frankenholz, Höchen, Kleinottweiler, Niederbexbach und Oberbexbach.

## Name
Der Name Bexbach, eine Kontraktion aus dem älteren Beckensbach, bezeichnete den ehedem gleichnamigen Bach, der durch Mittelbexbach fließt, einen linken Nebenfluss der Blies. Der Bachname war lange Zeit dissimiliert, heißt heute aber wieder Bexbach. Die drei Bexbach-Orte Niederbexbach, Mittelbexbach und Oberbexbach sind nach ihrer geographischen Lage benannt: Oberbexbach liegt zuoberst am Hang des Höcherbergs, Mittelbexbach in der Mitte und Niederbexbach zuunterst in der Bliesaue.

## Geschichte
Der Ortsname ist erstmals genannt in einer Urkunde des Klosters Wörschweiler aus dem Jahr 1219, von der weder eine Ausfertigung noch eine Abschrift überliefert ist. Ihr Inhalt wird in einem Urkundenverzeichnis aus dem Jahr 1575 in einem einzigen Satz kurz referiert. Weiter sind in dem Kurzregest genannt Homburg, Limbach (gleichfalls die Ersterwähnung) und Ingweiler:

„Vertrag und Tausch durch Graf Tiederich von Homburg zwischen den Mönchen zu Werschweiler und Friedrich zu Limpach, der Mühle zu Limpach und Güter halben zu Bexbach und der Wiese zu Önweiler. 1219.“

In Mittelbexbach gab es im Mittelalter ein oder zwei niederadlige Geschlechter, einmal die Ritter gen. Pflug von Beckensbach, die im 13. und 14. Jahrhundert als Burgmannen in Kirkel, Homburg und Zweibrücken zur Burghut verpflichtet waren und zugleich die Edelknechte von Beckensbach, die im 13. und 14. Jahrhundert als Burgmannen auf der Burg Kirkel bezeugt sind. Mit dem Aussterben der Herren von Kirkel wurde Kurpfalz mit dem Reichslehen Burg Kirkel belehnt und im 15. Jahrhundert kam das Amt Kirkel im Erbgang an die Herzöge von Pfalz-Zweibrücken.

### 15. Jahrhundert
Die Pfarrei Mittelbexbach wie auch der Abbau von Steinkohlen werden durch eine Urkunde aus dem Jahr 1448 überliefert.

### 16. Jahrhundert
Im Fürstentum Pfalz-Zweibrücken wurde zwischen 1530 und 1540 die Reformation nach evangelischem Bekenntnis eingeführt. 1576 und 1580 war die Pfarrei in Mittelbexbach evangelisch. 1588 wurde in Pfalz-Zweibrücken das evangelische mit dem reformierten Bekenntnis vertauscht, welches dann auch in Mittelbexbach galt.

### 17. Jahrhundert
Nach jahrzehntelangen Verhandlungen zwischen Pfalz-Zweibrücken und Nassau-Saarbrücken vertauschten die beiden Gebietsherren im „Limbacher Abschied“ im Jahr 1603 das bis dahin nassau-saarbrückische Dorf Breitfurt gegen das bis dahin pfalz-zweibrückische Dorf Mittelbexbach und eine Hälfte von Oberbexbach. Da der Breitfurter Pfarrer und seine Pfarrei lutherisch, der Mittelbexbacher und seine Pfarrei reformiert waren, wechselten zugleich die beiden Pfarrer ihre Stellen und die beiden Pfarreien gemäß dem Grundsatz cuius regio eius religio ihre Religion. Fortan gehörten Mittelbexbach und die Hälfte von Oberbexbach zu dem nassauischen Amt Homburg, das bei der Teilung 1629 zum Kondominium der Linien Nassau-Saarbrücken, Nassau-Idstein, Nassau-Weilburg und Nassau-Kirchheim wurde.
Im Dreißigjährigen Krieg starb das nassauische Amt Homburg gegen 1635 fast ganz aus. Die verödete und nahezu menschenleere Gegend wurde in der Reunionszeit um 1680 von Frankreich besetzt, reuniert und der französischen Saarprovinz eingegliedert. Eine der vordringlichsten Aufgaben der französischen Beamten war die Wiederbesiedelung der im Dreißigjährigen Krieg und den Jahrzehnten danach verheerten Landstriche, die Hebung von Handel und Gewerbe und besonders die Förderung der katholischen Religion. Dazu wurde trotz garantierter Religionsfreiheit eine verstärkte Rekatholisierungskampagne gestartet, die das Ziel hatte, alle protestantisch gewordenen Orte wieder der katholischen Kirche zuzuführen. Unter anderem ließen sich in Mittelbexbach französische Siedler katholischer Konfession nieder, für die 1683 eine katholische Pfarrei in Mittelbexbach errichtet wurde. Der königliche Intendant in Homburg überließ ihnen die alte ruinierte und herrenlose Dorfkirche. 1686 visitierte der Metzer Bischof den Ort. Auch in der Amtsstadt Homburg, deren Renaissance-Schloss in dieser Zeit zur modernen Festung um- und ausgebaut wurde, ließen sich katholische Zuwanderer und französische Soldatenfamilien nieder und bauten die Stadt unter dem Namen „Neu-Homburg“ größer als zuvor auf.
Mit dem Frieden von Rijswijk, der im Jahr 1697 den Pfälzischen Erbfolgekrieg beendete, kam das Ende der Saarprovinz. Die Territorien mussten dem Heiligen Römischen Reich zurückgegeben werden und das Amt Homburg wurde den Nassauern zurückgegeben. Mittelbexbach blieb weiterhin eine katholische Pfarrei gemäß der Rijswijker Klausel über den Erhalt der katholischen Religion im Status quo.

### 18. Jahrhundert
Das Ende des Amtes Homburg kam im Jahr 1755 durch einen Gebietstausch zwischen Nassau-Saarbrücken, Nassau-Weilburg und Pfalz-Zweibrücken. Seit dem „Homburger Austausch“ von 1755 gehörten Mittelbexbach, Niederbexbach, Oberbexbach und Frankenholz zum nassau-saarbrückischen Oberamt Ottweiler, Höchen und Kleinottweiler gehörten zum pfalz-zweibrückischen Oberamt Homburg.
1789 brachte die Französische Revolution neue Hoffnungen für die unter der Feudalherrschaft leidenden Menschen. Die Revolutionskriege leiteten eine neue gesellschaftliche und staatliche Ordnung ein, erneut unter französischer Hoheit. 1797 trat seitens des französischen Staates eine erste Verwaltungsreform in Kraft. Mittelbexbach gehörte ab 1798 zur Mairie Limbach im Kanton Waldmohr des Saardepartements.

### 19. Jahrhundert

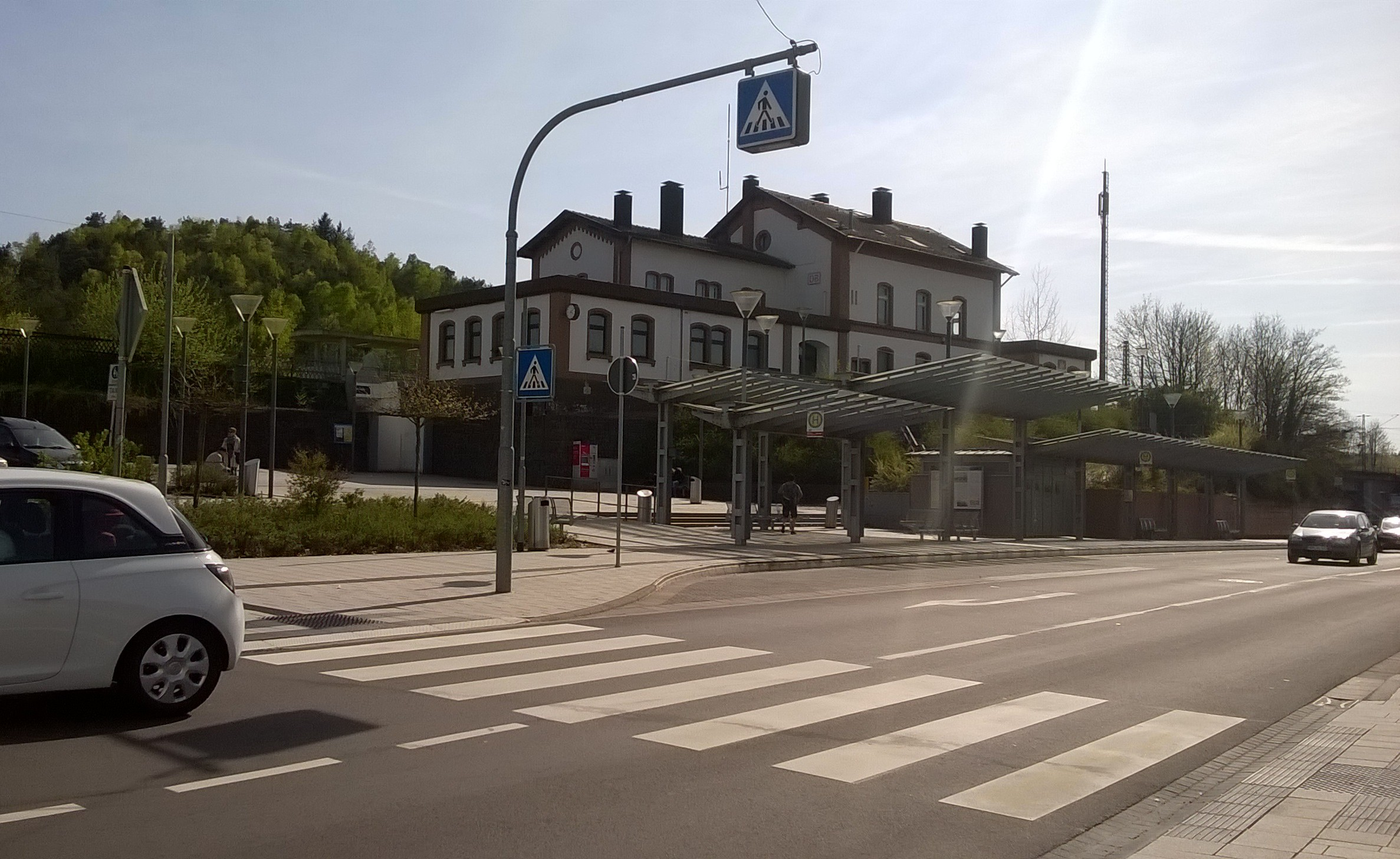
Bahnhof Bexbach

Im Ersten Pariser Frieden von 1814 wurde Mittelbexbach wieder deutsch und 1816 dem Rheinkreis des Königreichs Bayern zugeordnet. Ab 1817 bildete sich im äußersten Westen der Mittelbexbacher Gemarkung eine neue Siedlung „Plantage“, das heutige Ludwigsthal. 1848 erhielt Mittelbexbach eine eigene Bürgermeisterei, zu der auch schon damals die Nachbarorte gehörten.
1849 wurde der Bahnhof Bexbach, der älteste Bahnhof des heutigen Saarlandes, als bayerisch-pfälzischer Endbahnhof der Pfälzischen Ludwigsbahn errichtet. Die Bahnstrecke von Bexbach nach Ludwigshafen am Rhein verband die Industriezentren an der Saar und am Rhein. Dass der Bahnhof in Mittelbexbach errichtet wurde, brachte von einem auf den anderen Tag eine bedeutende Verbesserung der Infrastruktur mit sich. Die Lebensumstände verbesserten sich deutlich. Nach einiger Zeit übertraf Mittelbexbach alle Nachbarorte an Einwohnerzahl. Als neue Schule entstand die Pestalozzischule und etwa zeitgleich das Rathaus.

### 20. Jahrhundert

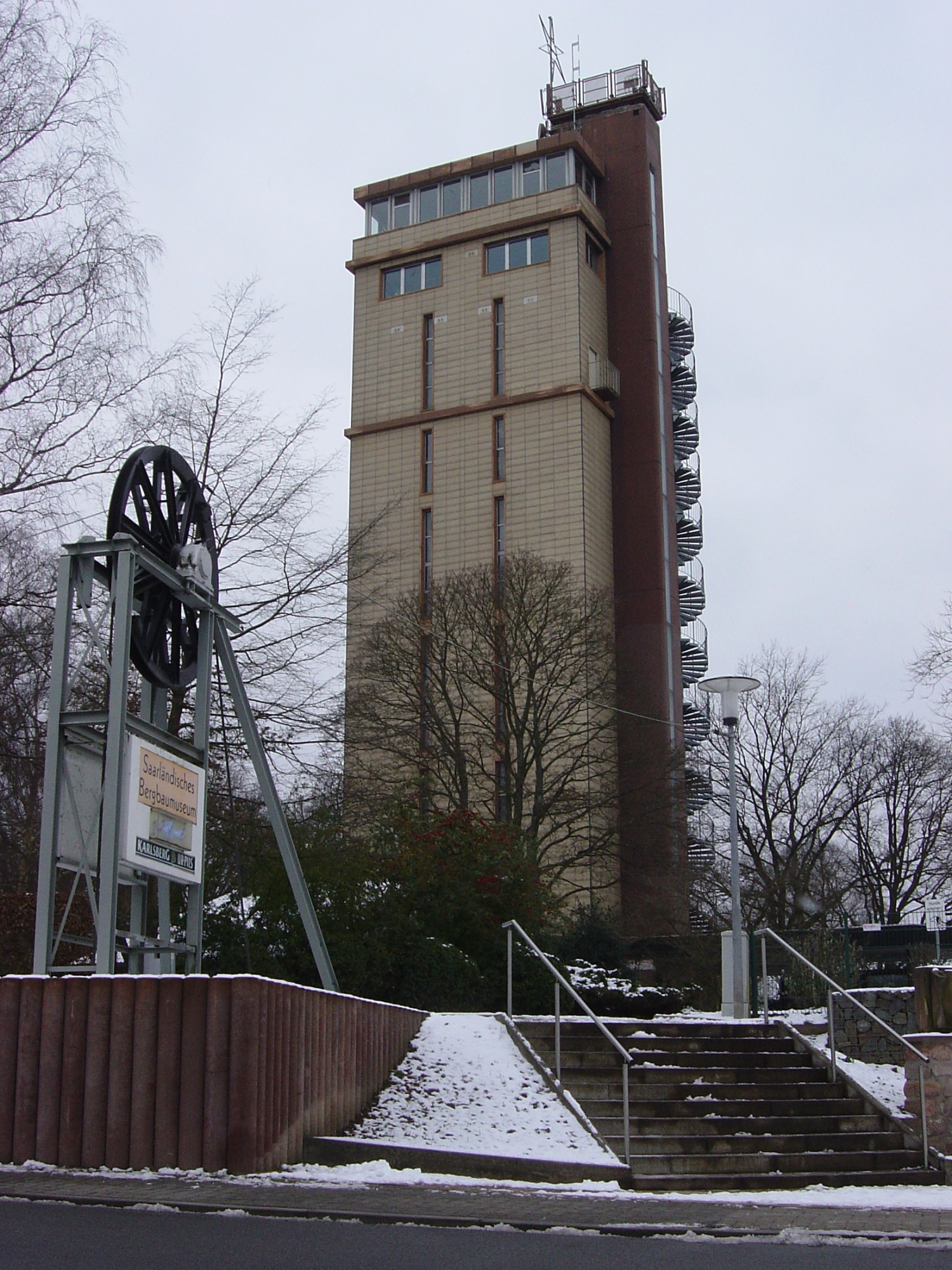
Hindenburgturm, Saarländisches Bergbaumuseum

Nach dem Ersten Weltkrieg wurden das Saargebiet am 1. Oktober 1920 vom Deutschen Reich abgetrennt und der Landkreis Homburg vollständig verschoben. Der Landkreis war von nun an Grenzkreis des Saargebietes, das am 1. März 1935 wieder zum Deutschen Reich zurückkehrte. Die kommunalpolitischen Verhältnisse wurden neu geordnet. Am 1. April 1937 wurde die neue Gemeinde Höcherberg durch den Zusammenschluss der bisherigen Gemeinden Höchen, Oberbexbach (mit Frankenholz) und Mittelbexbach (mit Ludwigsthal) gebildet. Diese Gemeinde wurde kurz nach dem Zweiten Weltkrieg am 1. Mai 1947 wieder aufgelöst, bestand aber durch Regierungsverfügung in der Form eines „Verwaltungsbezirks“ fort. Die Gemeinden Frankenholz, Höchen, Mittelbexbach und Oberbexbach wurden (wieder)errichtet. Auf Anordnung der Regierung sollte der „Hindenburgturm“, das Wahrzeichen der Gemeinde Mittelbexbach, in „Bellevue“ umbenannt werden. Der Gemeinderat beschloss am 2. Juli 1947 eine Namensänderung in „Museums- und Aussichtsturm“, verlieh dem Turm jedoch 1956 wieder seinen früheren Namen. Der Verwaltungsbezirk Bexbach zerbrach 1950 an widerstrebenden Ortsinteressen.
Mittelbexbach erhielt 1951 ein eigenes Wappen und wurde 1955 in Bexbach umbenannt. Am 29. Mai 1970 wurden Bexbach vom saarländischen Innenminister Ludwig Schnur die Stadtrechte verliehen. Zum 31. Dezember 1973 wurde die Stadt aufgelöst.
Die neue Stadt Bexbach entstand am 1. Januar 1974 im Zuge der Gebiets- und Verwaltungsreform aus der Stadt Bexbach sowie den Gemeinden Frankenholz, Höchen, Kleinottweiler, Niederbexbach und Oberbexbach. Der Bexbacher Ortsteil Ludwigsthal wurde am 1. Januar 1974 der Kreisstadt Neunkirchen zugeordnet.

### Wappen
Wappenschild mit goldenem Schrägrechtsbalken (Zeichen der Edelknechte von Beckensbach), im Feld links oben in Blau ein sechsstrahliger goldener Stern (Zeichen der Ritter von Beckensbach), im Feld rechts unten in Schwarz ein goldener Hammer und Schlägel (Zeichen der Verbundenheit mit dem Bergbau).

## Belege
1. ↑  Bexbach: Strukturdaten, Einwohner nach Stadtteilen (Memento des Originals vom 10. Februar 2018 im Internet Archive)  Info: Der Archivlink wurde automatisch eingesetzt und noch nicht geprüft. Bitte prüfe Original- und Archivlink gemäß Anleitung und entferne dann diesen Hinweis., abgerufen am 2. Februar 2020
2. ↑  Andreas Neubauer: Regesten des Klosters Werschweiler. Verlag des Historischen Vereins der Pfalz, Speier am Rhein 1921, S. 99 Nr. 38.
3. ↑  Bernhard Welter, Otto L. Ruffing: Bexbach. Heimat am Höcherberg, hrsgg. vom Verein für Heimatkunde Höcherberg e. V., Bexbach 1999, S. 59 f.
4. ↑  Franz Xaver Glasschröder: Urkunden zur Pfälzischen Kirchengeschichte im Mittelalter, München 1903, S. 294 f., Urkunde Nr. 736. Online
5. ↑  Amtsblatt der Verwaltungskommission des Saarlandes Nr. 29/1947 (PDF; 536 kB)
6. ↑  Bernhard Welter, Otto L. Ruffing: Zeittafeln - Fakten und Daten zur Geschichte der Bexbachorte. Ausschnitt: Die alte Mark Bexbach und Mittelbexbach, hrsgg. vom Verein für Heimatkunde Höcherberg e. V., Bexbach 1999. S. 28.
7. ↑  Bernhard Welter, Otto L. Ruffing: Zeittafeln - Fakten und Daten zur Geschichte der Bexbachorte. Ausschnitt: Die alte Mark Bexbach und Mittelbexbach, hrsgg. vom Verein für Heimatkunde Höcherberg e. V., Bexbach 1999. S. 29.
8. 1 2 3  Statistisches Bundesamt (Hrsg.): Historisches Gemeindeverzeichnis für die Bundesrepublik Deutschland. Namens-, Grenz- und Schlüsselnummernänderungen bei Gemeinden, Kreisen und Regierungsbezirken vom 27.5.1970 bis 31.12.1982. W. Kohlhammer, Stuttgart / Mainz 1983, ISBN 3-17-003263-1, S. 803 (Statistische Bibliothek des Bundes und der Länder [PDF; 41,1 MB]).